# Arrabalde
Arrabalde è un comune spagnolo di 289 abitanti situato nella comunità autonoma di Castiglia e León.